# Tempel van Janus
De Tempel van Janus of Tempel van Janus Geminus was een kleine, maar belangrijke tempel op het Forum Romanum in het oude Rome.
Het belangrijkste kenmerk van dit heiligdom was dat zijn deuren in tijden van vrede waren gesloten en tijdens oorlogen werden geopend. Door de vele oorlogen die de Romeinen voerden, stonden de deuren van de tempel vrijwel altijd open.

## Geschiedenis
Volgens de overlevering werd de tempel gebouwd door koning Numa Pompilius, al was er ook een verhaal bekend over een gezamenlijke stichting door Romulus en de Sabijnse koning Titus Tatius, die zo de vereniging van hun volken vierden.
Volgens de legenden was Numa Pompilius een goede vorst en tijdens zijn regering heerste er vrede. De Tempel van Janus was in zijn tijd dan ook gesloten. Na Numa's dood in 673 v.Chr. braken weer roerige tijden aan, waarin eeuwenlang werd gestreden. Pas in 235 v.Chr. werden de deuren van de tempel voor de tweede keer gesloten, nadat de consul Titus Manlius Torquatus het eiland Sardinia had onderworpen. Octavianus sloot de tempel in 29 v.Chr. voor de derde maal, nadat hij in de Slag bij Actium (31 v.Chr.) Marcus Antonius en Cleopatra had verslagen. Nadat Octavianus als Augustus de eerste keizer van Rome was geworden, liet de senaat tijdens zijn regering de deuren van de tempel nog tweemaal sluiten. In de Romeinse keizertijd kwam het sluiten van de tempel vaker voor. Het was een grote eer voor een keizer om, al dan niet terecht, als vredesbrenger bekend te staan en ter gelegenheid van het sluiten van de tempeldeuren werden munten geslagen.
Domitianus verplaatste de tempel naar het door hem gebouwde Forum Transitorium, dat over de Argiletum net buiten het Forum Romanum was gebouwd. De nieuwe tempel stond bekend als Janus Quadrifons.

## De tempel
De Tempel van Janus was gebouwd als een overdekte brug voor de Via Sacra over de Cloaca Maxima, die tot de 1e eeuw v.Chr. als een open kanaal door het forum stroomde. Via de tempel kon men zo het Comitium bereiken. Waarschijnlijk lag er naast de tempel een tweede brug, waar men in vredestijd het water kon oversteken. De tempel stond ongeveer bij de plaats waar de Argiletum het forum binnenkwam. Een bekende afbeelding van het gebouw staat op een munt van keizer Nero, waarop het als een smal en rechthoekig gebouw staat afgebeeld. De bouwstijl met arcaden duidt op een herbouw van na 200 v.Chr. Mogelijk was de tempel herbouwd nadat voor de bouw van de grote Basilica Aemilia (179 v.Chr.) de Cloaca Maxima en de Argiletum waren verlegd.
Nadat Domitianus een nieuwe Janustempel had gebouwd, werd de oude afgebroken en de Argiletum opnieuw geplaveid. In een onbekend jaar in de 2e eeuw werd echter een nieuwe schrijn voor Janus op het Forum Romanum gebouwd. Dit kleine vierkante bouwwerk was geheel van brons en stond tegenover de Curia Julia. Er zijn geen restanten van teruggevonden.